# Kristine Norelius
Kristine Lee Norelius (* 26. Dezember 1956 in Seattle) ist eine ehemalige US-amerikanische Ruderin. 
Die 1,85 m große Kristine Norelius vom Lake Washington RC gewann bei den Weltmeisterschaften 1981 mit dem US-Achter die Silbermedaille hinter dem sowjetischen Großboot. Von der 1981er-Besetzung Carol Bower, Carol Brown, Jeanne Flanagan, Patricia Spratlen, Kristine Norelius, Carolyn Graves, Elizabeth Hills-O’Leary, Elizabeth Miles und Steuerfrau Valerie McClain-Ward saßen ein Jahr später bei den Weltmeisterschaften 1982 nur noch Miles und Norelius im Boot, das erneut den zweiten Platz hinter der Sowjetunion belegte, hinzugekommen waren Shyril O’Steen, Janet Harville, Jennifer Marshall, Joline Esparza, Jane McDougall, Kristen Thorsness und Steuerfrau Nanette Bernadou. Auch 1983 siegte der sowjetische Achter vor dem US-Achter, der diesmal mit Kristen Thorsness, Patricia Spratlen, Shyril O’Steen, Carolyn Graves, Carol Bower, Kristine Norelius, Janet Harville, Harriet Metcalf und Valerie McClain-Ward antrat.
Bei den Olympischen Spielen 1984 fehlten die sowjetischen Weltmeisterinnen genauso wie die Weltmeisterschaftsdritten aus der DDR wegen des Olympiaboykotts. Mit Jeanne Flanagan, Kathryn Keeler und Steuerfrau Betsy Beard für Spratlen, Harville und McClain-Ward siegte das US-Boot mit einer Sekunde Vorsprung vor den Rumäninnen.